# Courseulles-sur-Mer

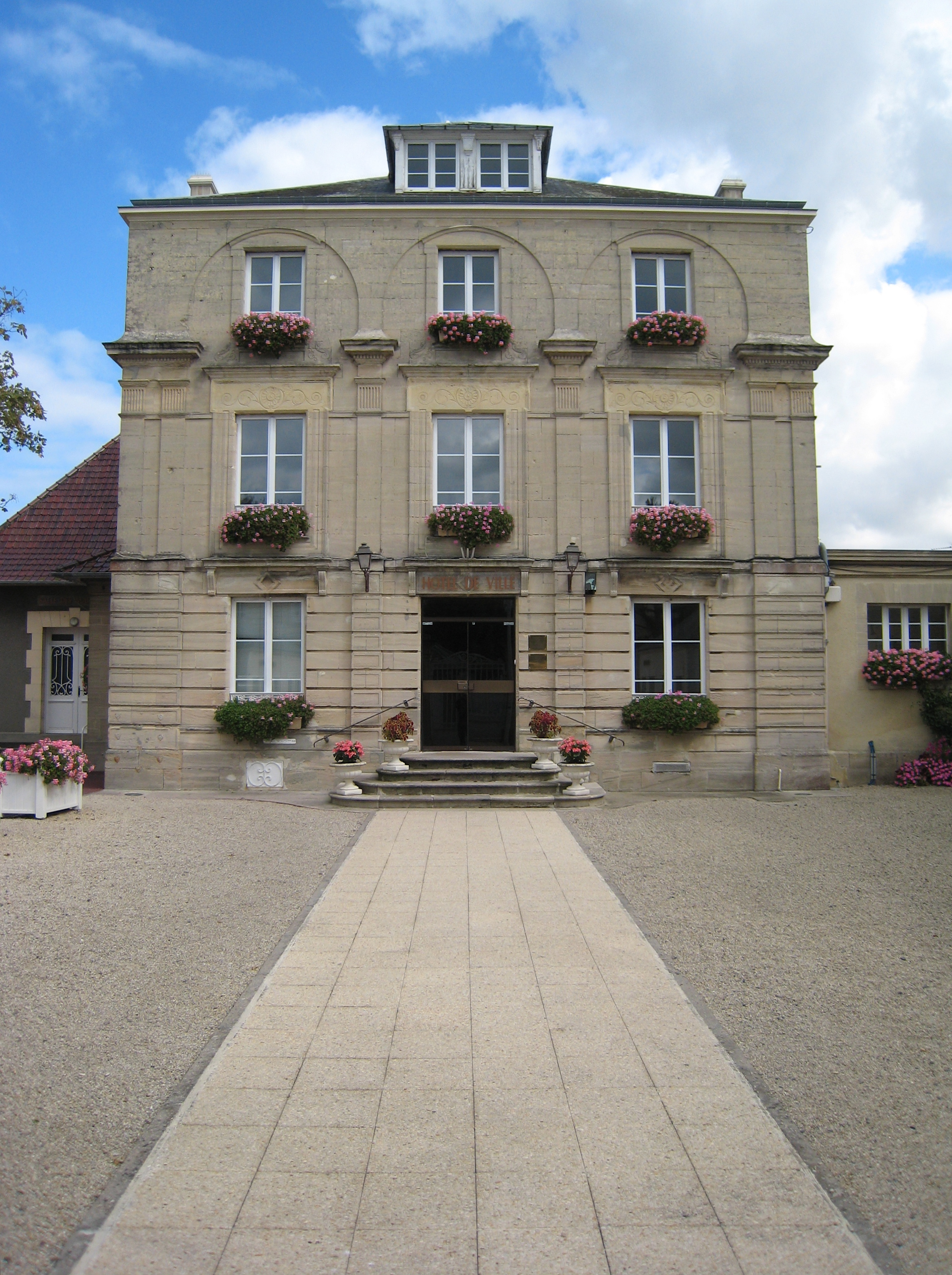
L'hotel de ville

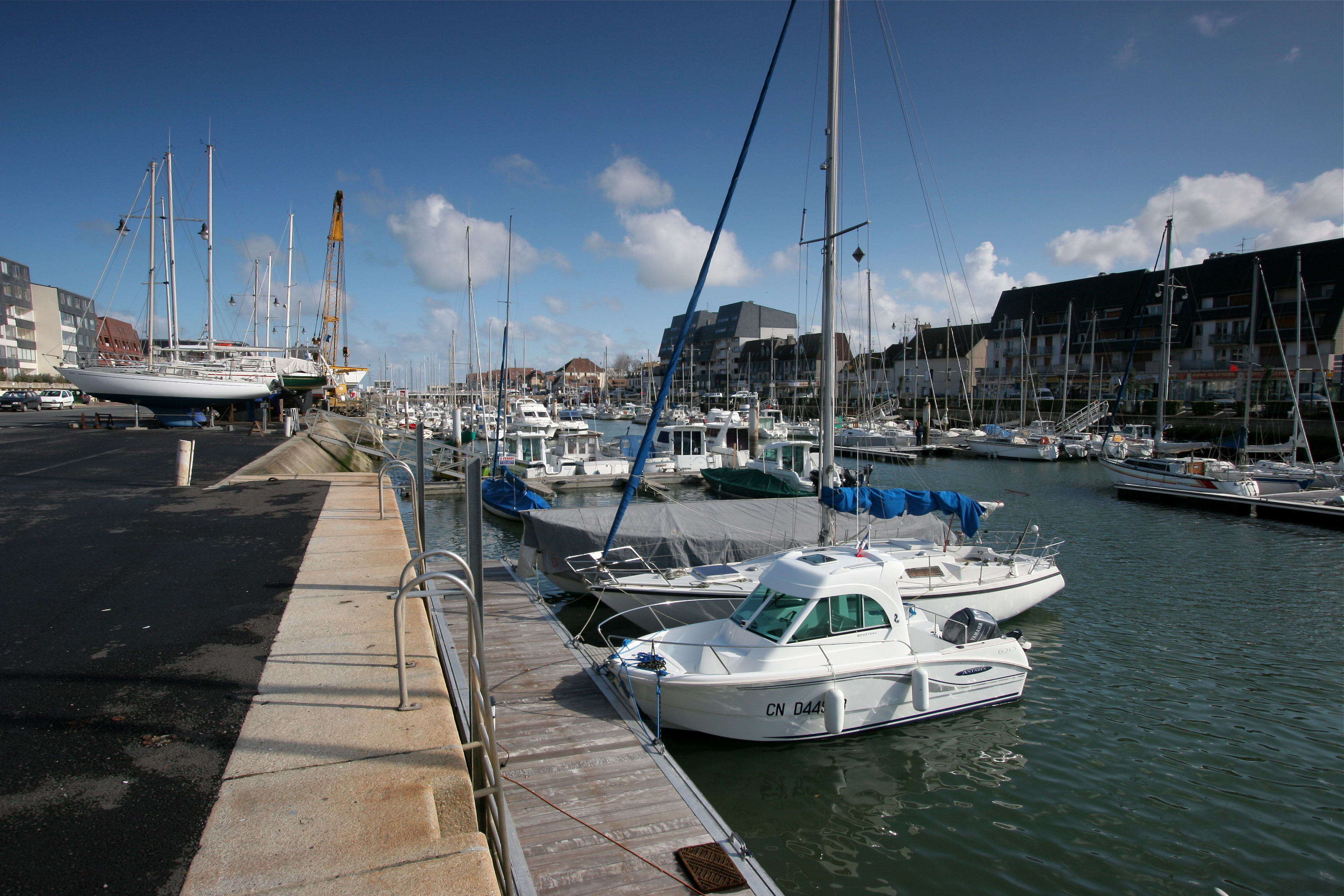
Le port de plaisance

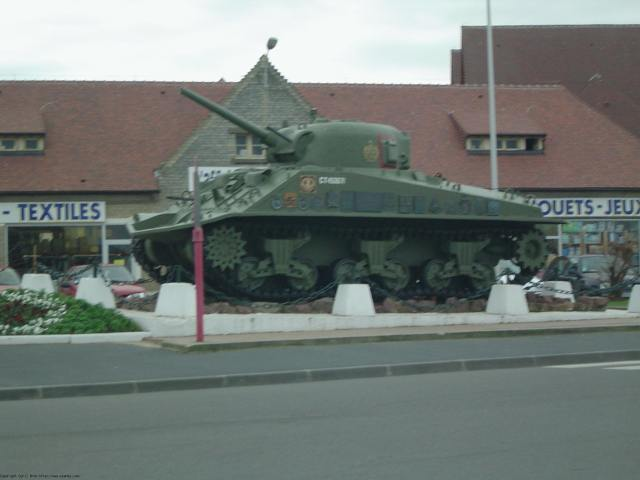
Char Sherman M4 à Courseulles-sur-Mer

Courseulles-sur-Mer là một xã ở tỉnh Calvados, thuộc vùng Normandie ở tây bắc nước Pháp.

## Dân số
| Năm | 1962  | 1968  | 1975  | 1982  | 1990  | 1999  |
| --- | ----- | ----- | ----- | ----- | ----- | ----- |
| Dân số | 1 684 | 1 938 | 2 538 | 2 992 | 3 182 | 3 886 |
| From the year 1962 on: No double counting—residents of multiple communes (e.g. students and military personnel) are counted only once. |       |       |       |       |       |       |